# Laurent Kasper-Ansermet
Laurent Kasper-Ansermet, né le 14 novembre 1946 à Lausanne et mort le 5 juin 2021 à Montauroux, est un magistrat suisse. 
Recruté par la Banque Mondiale en août 2012 pour une mission à Dakar au Sénégal, il est à la tête d'une équipe de spécialistes de la traque financière et des circuits de blanchiment d'argent.

## Biographie
Diplômé de l'ESJ Paris en 1969, il travaille pendant plusieurs années comme assistant-réalisateur à la Télévision suisse romande. Après des études de droit à Genève, il se forme à la pratique bancaire auprès de la banque Lombard Odier Darier Hentsch & Cie puis de la Banque Édouard Constant à Genève dont il dirigera le département juridique
.
Il est élu Procureur en 1992, Juge d’instruction en 1996 puis juge à la Cour de Justice en 2001 et intervient dans de nombreuses affaires politico-financières comme celle de l’ex premier ministre d’Ukraine Pavlo Lazarenko ou encore le rachat du Chelsea Football Club par Roman Abramovich.
Laurent Kasper-Ansermet est membre de l’International Association of Prosecutors et du groupe Européen de Recherches sur la Délinquance Financière et la Criminalité Organisée (DELFICO).
En 2001, il quitte le Parti libéral suisse et sera le premier magistrat à être réélu sans étiquette politique. L’année suivante, il rejoindra le Parti écologiste suisse. 
En 2004, il quitte ses fonctions à la Cour de Justice pour s’installer à Paris.
C’est à ce moment qu’il rejoint la commission d’enquête internationale Pétrole contre nourriture mise en place par l’ONU sous la direction de Paul Volcker. En 2009, il est envoyé par le Département des Affaires étrangères de la Confédération suisse auprès du Procureur du Tribunal spécial pour la Sierra Leone. 
Depuis 2010, il était chargé de juger au sein des Chambres extraordinaires et au sein des tribunaux cambodgiens, les principaux dirigeants Khmers rouges. Avec l'appui des Nations unies, il travaille pour que les dossiers 003 et 004 puissent être instruits malgré l’opposition du gouvernement de Phnom Penh. Il est contraint de démissionner au mois de mars 2012.
En août 2012, dans le cadre d’une mission de la Banque mondiale pour aider les autorités sénégalaises à rapatrier des fonds partis à l’étranger par des dignitaires du régime de l’ancien président Abdoulaye Wade, Laurent Kasper est missionné pour venir en aide aux autorités sénégalaises à Dakar.